# Нови Винодолски
Нови Винодолски је град у Хрватској у Приморско-горанској жупанији.

## Историја
Прво спомињање Новога у писаном облику датира из године 1288. када се пише Винодолски закон. Франкопани су успели угурати у закон да им се призна како су они призната највиша судбена власт у Винодолу и над свим људима који наставају Винодол (члан 75), те забранили одржавање општинског већа ако није присутан човек кнезова поверења (члан 57). Нови је остао под Франкопанима до 1671. када је убијен последњи Франкопан. Нови је у средњем веку имао неколико тешких година и дана. 1496. године Нови је страдао од куге, а један од тежих дана је и 27. септембар 1527. када су Турци запалили и опљачкали град. Исту је судбину град доживео 1598. године када су Млечани под заповедништвом адмирала Ивана Бемба опљачкали град и порушили тврђаву Лопсица. Још је више град страдао 29. септембра 1615. када је посада града Новога ишла у помоћ Ускоцима за што су сазнали Млечани па су напали слабо чуван град. Тога су дана Млечани варварски побили старце, жене и децу све за славу Венеције. Једна од најстаријих грађевина је стона црква св. Филипа и Јакова коју је посветио бискуп Кристофор 1498. а која је рестаурирана 1520. године. Матичне књиге крштених постоје од 1650. године, а матичне књиге венчаних од 1674. године. Од глагољичног писма остао је сачуван натпис на капелици св. Луције датиран 28. маја 1499. године. Мисал на глагољици из 15. века те неколико часослова.
Новљани су имали доста неслагања са суседима, Брибиром и Леденицама поготово око граница. Са Брибиром оне су уређене 1309, а с Леденицама је било и неколико стварних окршаја од 1596. до 1686. године. Ни касније Нови није био поштеђен разарања; једно од већих догодило се 1750. када је град разрушио велики потрес, а само седам година касније велика бура нанела је штету тако да је 1761. године донесене одлука о рушењу две трећине грађевина како би се уштедјело на поправкама. Тада је живјело у Новом шест племићких породица, 11 слободњака, 63 породице кнапова и 130 кметовских породица. Као слободњаци спомињу се Микула Мудровцић, Иван Каргацин, Алберто Маријашевић, Грго Јеличић, Бруиц Петриновић, Антон и Петар Мариашевић, под истим презименима било је много породица али они су били кнапови или кметови. Од тога се времена задржала и данашња ношња.
До 1813. Нови је био под аустријском управом, а те је године доласком Наполеонове војске добио цивилну власт. па је те године било дозвољено грађанско венчање у општини које је годину дана касније укинуто повратком под Аустроугарску власт. Те је године у Новом избројено 2160 душа, 715 јутара винограда и 357 јутара ораница. Половина прихода добијала се од производње вина, а остала половина од ражи, сена, пшенице, кукуруза, сирка, проса, кромпира — управо тим редом. Тих се година умирало од глади јер без обзира на производњу она је била довољна тек за четвртину потреба, па је тако године 1817. забележено 15 смртних случајева од глади, а од лоше хигијене тада је умирало много дјеце. 1836. у Новом је умрло 130 људи од колере, а исто се поновило 1849. када је умрло 220 људи. 1848. стање је било тако лоше да царско намесништво у Загребу предлаже јавне радове како би се запослило локално становништво и прекинуло дугогодишње гладовање. Тако се предлаже изградња пута до Лукавица и моста преко Ричине која би могла у будућности пуно значити за Нови. Тада почиње напредак Новога. Изградњом пура према Огулину Новљани се почињу бавити киријашењем (тако се и данас зна чути да су кирци) то јест, превозом робе у унутрашњост, Лику, Горски котар и даље. Први поштански уред основао је Блаж Ферковић старији, па је ова породица наставила да дуго година води поштански уред. До 1867. у луку су упловљавали само једрењаци, да би 1867. пристао први пароброд под именом Хрват, с којим је Сењ одржавао дневну везу с Ријеком.
Пошто је некада град-тврђава био основа насеља врло је вероватно град био назван Нови јер се налазио насупрот старога, али то је само једна од претпоставки. Друга говори да је постојало насеље Жупањић-град у Винодолској долини те премештањем становника на ново место ближе мору почињу ново насеље називати Новиград а касније Нови, Нови у Винодолу, Нови Винодол и на крају садашњи назив Нови Винодолски. Привилегијом из године 1225. угарски краљ Андрија II Арпад крчком кнезу Виду дарује жупе Винодол и Модруш. Нови власници имају управну и судску власт, убиру давања и имају право на експлоатацију људске радне снаге. Пре њиховог доласка главну је реч имало општинско веће, које су они одмах забранили. Међутим због превирања у народу одлучили су прилагодити старе општинске законе на начин који је њима одговарао те тако настаје спис који је најважнији за данашњи Нови.
Породица Мрзљак подигла је 1878. прво дрвено купалиште у луци, брибирску риву која је била приватна и само једна у низу, а прво јавно купалиште изграђено је 1886. с осам кабина на пливајућим балванима. Три године касније гради се много познатије купалиште у ували Лишањ. Купање је било дозвољено мушкарцима када би вијорила црвена застава на купалишту, а женама када би била истакнута бијела застава. У то вријеме скоро је свака друга кућа имала свештеника, а и први Новљани крећу на даље школовање у Загреб. Неколико учених људи на наговор Јосипа Мажуранића оснива читаоницу 1845, а школа постоји од 1793. године и била је само за дечаке. Први је учитељ вероватно био Иван Крститељ Стризић из Брибира. Скоро стотину година касније и дјевојчице почињу похађати школу па се 1873. оснива девојачка школа с првом учитељицом Анком Весели. Тада су постојала само два разреда, од 1891. почиње четвороразредна настава, а од 1921. почиње с радом V разред, наредне VI и све тако до 1924. када је употпуњена осмолетка.
У исто време почиње и велико исељавање Новљана иако је вероватно миграција било и пре, поготово у време напада Турака. Прво веће исељавање за које се зна је одлазак Новљана на градњу Суецког канала 1860. године, друга већа група отишла је 1880. преко Француске у Северну Америку јер је претходних година трсна ваш уништила највећи део винограда који се више никад нису обновили. Највећа колонија Новљана била је око 1905. године у Сент Луису гдје је живјело двадесетак породица. Новљани су радили као зидари, рудари, радници у мануфактурама, те на трасирању железничких пруга у тим новим домовинама.
Између првог и Другог светског рата Нови је поново на рубу сиромаштва, иако се крајем 19. столећа јављају први знаци туризма који тада није имао већег утицаја на економско стање града. Становници градића су 1922. године у знак захвалности због ослобођења од Италијана, подигли споменик српском краљу Петру Ослободиоцу. Тек после Другог светског рата и централним уређењем економског система почиње значајнији развој индустрије и спречавање емиграције. Први забележени број туриста датира из 1893. када је забележено тристотинак туриста.

## Становништво
На попису становништва 2011. године, град Нови Винодолски је имао 5.113 становника, од чега у самом Новом Винодолском 4.005. Десет година раније у граду је живело 5.282 становника.

## Попис1991.
На попису становништва 1991. године, насељено место Нови Винодолски је имало 3.851 становника, следећег националног састава:
| Попис 1991.‍   | Попис 1991.‍  | Попис 1991.‍ | Попис 1991.‍ | Попис 1991.‍ |
| ------------- | ------------ | ----------- | ----------- | ----------- |
|               |              |             |             |             |
| Хрвати        | Хрвати       |             | 3.232       | 83,92%      |
| Срби          | Срби         |             | 216         | 5,60%       |
| Југословени   | Југословени  |             | 108         | 2,80%       |
| Албанци       | Албанци      |             | 30          | 0,77%       |
| Муслимани     | Муслимани    |             | 18          | 0,46%       |
| Словенци      | Словенци     |             | 16          | 0,41%       |
| Црногорци     | Црногорци    |             | 9           | 0,23%       |
| Мађари        | Мађари       |             | 8           | 0,20%       |
| Македонци     | Македонци    |             | 4           | 0,10%       |
| Словаци       | Словаци      |             | 2           | 0,05%       |
| Украјинци     | Украјинци    |             | 2           | 0,05%       |
| Аустријанци   | Аустријанци  |             | 1           | 0,02%       |
| Бугари        | Бугари       |             | 1           | 0,02%       |
| Италијани     | Италијани    |             | 1           | 0,02%       |
| Турци         | Турци        |             | 1           | 0,02%       |
| остали        | остали       |             | 2           | 0,05%       |
| неопредељени  | неопредељени |             | 134         | 3,47%       |
| регион. опр.  | регион. опр. |             | 18          | 0,46%       |
| непознато     | непознато    |             | 48          | 1,24%       |
| укупно: 3.851 |              |             |             |             |

## Славни људи
Један од историјски значајних грађана града Новога је и Иван Мажуранић, први Хрватски „бан пучанин“ и песник. Најзначајније дело му је "Смрт Смаил-аге-Ченгића". Од првих стихова (Винодолски долче, да си здраво!) које пише као 16-годишњи ђак ријечке гимназије као поздрав своме завичају, до допуне Гундулићева “Османа”.
Академска сликарка Зденка Пексидр-Срића, позната као „прва дама хрватског цртежа“, рођена је у Новом, у породичној кући, проборавивши у њој део детињства и враћајући јој се увек поново у летњим месецима. Овде настају њене познате ведуте и пејзажи из Приморја, портрети новљанских жена у ношњама и новљанских сељака, као и цртежи јазавичара Тила и папагаја Лора, породичних љубимаца.
Глумица Бранка Петрић рођена је у овом граду 1937. године.

## Партнерски градови
- Будимпешта XVI округ
- Фоњод